# TNT N.V.
TNT N.V. fue una empresa global de entrega de correo y servicios de empresa con sede en Hoofddorp, en los Países Bajos.
En los Países Bajos, TNT opera como servicio postal nacional bajo el nombre de TNT Post. El grupo también ofrece servicios postales en otros ocho países europeos, entre ellos Reino Unido, Alemania, Italia y Bélgica. Su división de ventas registró alrededor de 4.200 millones de € en 2007. 

## TNT Express

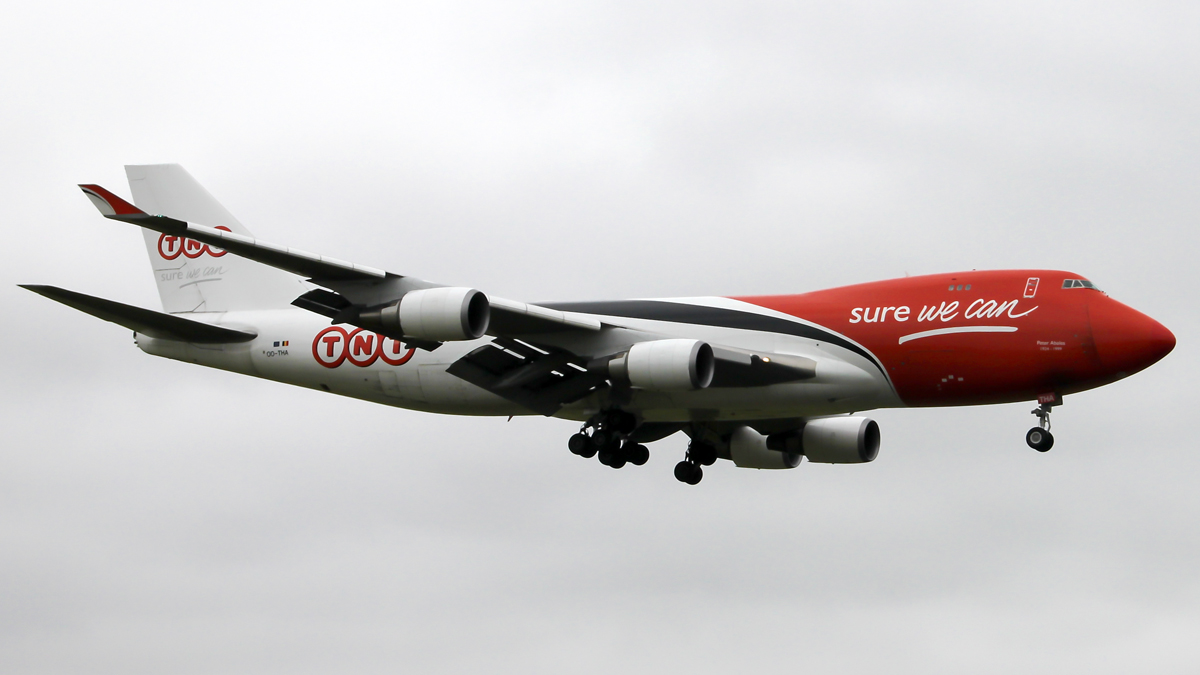
Boeing 747-400F de TNT Airways

Su unidad de servicios, conocida como TNT Express, realiza operaciones de entregas de documentos a 65 países, mientras que en el caso de paquetes y piezas de carga, realiza entregas a más de 200 países registrando unas ventas de más de 6500 millones de € en 2007, un 13,8% más que el año anterior. 
TNT vendió su unidad de logística en 2006 para centrarse en las actividades de la red, correo y servicios de entrega urgente. Las redes de TNT se concentran en Europa y Asia, pero el grupo está ampliando sus operaciones en todo el mundo, incluso en el Oriente Medio y América del Sur. En los últimos años, adquirió varias empresas de transporte de mercancías por carretera en China, India y Brasil.
TNT emplea alrededor de 161.500 personas en todo el mundo. En 2007, la empresa informó de € 11.000 millones en ingresos y unos ingresos de explotación de 1.192 millones de €. TNT NV cotiza en la bolsa de Euronext Ámsterdam. Sus principales competidores son United Parcel Service (UPS), DHL, y también transportistas nacionales, tales como Servicio Postal de EE. UU. y Royal Mail. Los aviones de TNT operan bajo el código IATA de TAY (TNT Airways).
El jefe de operaciones de TNT es Peter Bakker. Otros miembros de la Junta de Gestión son: Henk van Dalen (Director Financiero), Marie-Christine Lombard (Directora Gerente del Grupo, Express) y Harry Koorstra (Grupo Director Gerente, Mail).

## Historia
- 1752 a 1799 - Creación de Statenpost, que obtuvo un monopolio nacional. Los servicios se reorganizaron en una única empresa nacional basada en el modelo francés.
- 1852 - En primer lugar aparece el sello postal.
- 1931 - Mecanización del sistema postal.
- 1946 - TNT (Thomas Nationwide Transport) fue fundada en Australia.
- 1961 - TNT cotiza en la Bolsa de valores de Sídney.
- 1977 - Introducción de código postal, lo que permitió la plena automatización del sistema postal.
- 1989 - El correo nacional holandés se convirtió en una empresa privada llamada PTT Nederland.
- 1992 - TNT fue adquirida por la oficina de correos de Canadá y un consorcio europeo de las oficinas de correos.
- 1994 - Bajo el nombre de Royal PTT Nederland (KPN), la compañía se cotiza en la Bolsa de Valores de Ámsterdam.
- 1996 - KPN hace una OPA amistosa de TNT. TNT es excluidas de la ASX.
- 1998 - TNT inaugura su Centro Europeo Express en el Aeropuerto de Lieja (Lieja, Bélgica). La división postal (incluyendo TNT) se segregó de KPN y figura por separado en la Bolsa de Valores de Ámsterdam como TPG. Un centro internacional por carretera se abrió en Duiven, Países Bajos. TPG adquiere Jet Servicios de Francia y se integra en las operaciones europeas de TNT.
- 1999 a 2005 - TPG se mueve en el mercado de la logística con la adquisición de varias empresas de logística internacional.
- 2005 - TPG cambia el nombre a TNT y anuncia su plan de vender la mayoría de su división logística.
- Noviembre de 2006 - TNT vende su división logística a Apollo Management (la unidad pasa a denominarse CEVA Logistics desde entonces).
- Diciembre de 2006 y mayo de 2007 - TNT recibe sus dos primeros Boeing 747-400ERF.
- Mayo de 2007 - TNT anuncia su exclusión de la Bolsa de Nueva York.
- Agosto de 2007 - TNT anuncia un programa para reducir las emisiones de dióxido de carbono llamado "Planet Me".
- Abril de 2015 - FedEx anuncia la compra de TNT Express por 4.800 millones de euros.[2]